# Bussière-Boffy
Bussière-Boffy (tiếng Occitan: Bussiéra Bòufin) là một xã của tỉnh Haute-Vienne, thuộc vùng Nouvelle-Aquitaine, miền trung nước Pháp.